# مراقبة موقع الإنترنت
مراقبة الموقع هي عملية الاختبار والتحقق من استطاعة المستخدمين النهائيين التفاعل مع الموقع أو تطبيق ويب، وتقوم الشركات غالبا باستخدام مراقبة الموقع للتأكد من الحيوية والاستجابة إلي مواقعهم.
إن الشركات مثل أنظمة رئيسية وغوميز والتي توفر مراقبة أداء الموقع، تسمح للشركات بمحاكاة أنشطة الآلاف من زوار موقع على شبكة الانترنت ومراقبة كيفية الاستجابة، كما يقومون أيضا بمحاكاة الزوار في عدة مناطق جغرافية وعدة مزودات خدمة وصلات إنترنت. تطلق أدوات مراقبة الأداء تنبيهات عند حدوث قصور في صفحات أو أجزاء من الموقع، مما يسمح لمدير الموقع بتصحيح أوجه القصور بشكل أسرع.
كما يتم استخدام مراقبة سلامة الموقع ليس فقط للتحقق من الاستجابة لمجال (وموقع ويب) بشكل صحيح، بل أيضا للتحقق من عدم تعرضه لاختراق أو وضعه بقائمة سوداء أو سرقته.
يتم توفير أدوات متعددة للتأكد أوتوماتيكيا من توافر الموقع، وسلامته.

## لماذا؟
تكمن ضرورة المراقبة في التأكد من توفر الموقع للمستخدمين وتقليل الوقت الضائع، فالمستخدمين المعتمدين على موقع أو تطبيق ما من أجل العمل أو المتعة سوف يشعرون بالإحباط أو قد يتوقفون حتي عن استخدام التطبيق إذا لم يكن متوفرا بشكل موثوق فيه. يمكن أن تستوعب المراقبة الكثير من الامور التي يحتاجها أداء التطبيق مثل أساليب الاتصال بالشبكة، سجلات النظام لاسم المجال، وأساليب الاتصال بقاعدة البيانات، وعرض النطاق الترددي، ومصادر الكمبيوتر مثل الذاكرة العشوائية الحرة، وتحميل وحدة المعالجة المركزية، ومساحة القرص، والأحداث، وما إلى ذلك. تتمثل المقاييس عادة في وقت الاستجابة والتوافرية أو (مدة التشغيل)، بينما تكتسب مقاييس التوافق والموثوقية شعبية. يشار غالبا لقياس موثوقية وتوافرية موقع في ظل حركة المرور على الانترنت باختبار التحميل.

## المراقبة الداخلية والخارجية
تتم مراقبة الموقع من داخل وخارج الجدار الناري المشترك. تتركز الحلول التقليدية لـ إدارة الشبكة على المراقبة داخل الجدار الناري، في حين تقوم المراقبة الخارجية للأداء باختبار ومراقبة مشكلات الأداء عبر عمود الإنترنت الفقري، حتي تصل في بعض الحالات إلى المستخدم النهائي.
تتم المراقبة داخل الجدار الناري بواسطة أجهزة خاصة يمكنها مساعدتك على تحديد ما إذا كان الأداء البطئ لتطبيقاتك الداخلية يرجع إلي : تصميم التطبيقات، أو البنية الأساسية الداخلية، أوالتطبيقات الداخلية، أو الاتصالات بأي شبكة إنترنت عامة.
تعرف المراقبة الخارجية للأداء بمراقبة المستخدم النهائي أو مراقبة الأداء من البداية إلى النهاية. بحاجة لاقتباس
تقيس المراقبة الحقيقية للمستخدم الأداء والتوافرية التي اختبرها المستخدمون الفعليون، كما تقوم بتشخيص الأحداث الفردية، وتتتبع تأثير التغيير.

## ما تأثيرها؟
| إذا كان الامر متروك... | A.K.A...  | ... هذا امر يرجع... سنويا       |
| ---------------------- | --------- | ------------------------------- |
| 90%                    | n/a       | 876 hours                       |
| 95%                    | n/a       | 438 hours                       |
| 99%                    | two 9's   | 87 hours, 36 minutes            |
| 99.9%                  | three 9's | 8 hours, 45 minutes, 36 seconds |
| 99.99%                 | four 9's  | 52 minutes, 33.6 seconds        |
| 99.999%                | five 9's  | 5 minutes, 15.36 seconds        |
| 99.9999%               | six 9's   | 31.68 seconds                   |

## الأنواع المختلفة للبروتوكول
يمكن لخدمة مراقبة الموقع التحقق من صفحات بروتوكول نقل النص الفائق وبروتوكول نقل النص التشعبي الآمن وبروتوكول مكتب البريد وبروتوكول إرسال البريد البسيط وبروتوكول نقل الملفات PING وميفاق ضبط الإرسال,
بروتوكول طبقة المنافذ الآمنة وتل نت وقشرة آمنة ونظام أسماء النطاقات وبروتوكول الوصول إلى رسائل الإنترنت وصلاحية اسم المجال، وصلاحية شهادة SSL، ومدي من المنافذ الأخرى مع تنوع كبير من فترات التحقق من كل 4 ساعات حتي كل دقيقة واحدة. تقوم معظم خدمات مراقبة الموقع نموذجيا باختبار الخادوم الخاص بك في كل مكان بين مرة في الساعة ومرة في الدقيقة.
تتيح الخدمات المتقدمة مراقبة معاملات الويب في المتصفح على أساس ملحقات المتصفح مثل السيلينيوم أو iMacros. تقوم هذه الخدمات باختبار الموقع بواسطة التحكم عن بعد في عدد كبير من متصفحات الويب، وبالتالي يمكنها الكشف عن مشكلات المواقع مثل أخطاء الجافا سكريبت والتي يختص بها المتصفح.
أداء الوقت : يجب الإجابة مثلا علي صفحة HTTP في أقل من ثانية (للتحميل من 16 كيلو بايت) حتي يعد «جيدا». بحاجة لاقتباس
إن تنفيذ مراقبة أداء الوقت لخادم إتش تي تي بي أباتشي هو mod_arm4  module.

## الأنواع المختلفة من المراقبة
يمكنك مراقبة صفحة واحدة من موقعك الخاص، كما يمكنك أيضا مراقبة عملية تجارية كاملة (غالبا ما يشار لها بالمعاملات متعددة الخطوات).

## مزودات الخدمة في جميع أنحاء العالم
عادة ما يكون لخدمات مراقبة الموقع عدد من مزودات الخدمة في جميع أنحاء العالم في الولايات المتحدة وأوروبا وآسيا وأستراليا وغيرها من المواقع. يمكن لخدمة المراقبة تحديد ما إذا كان مزود الخدمة متوفرا عبر مختلف الشبكات حول العالم بوجود العديد من مزودات الخدمة في مواقع جغرافية مختلفة. يزعم بعض البائعين أنه كلما كثرت المواقع كلما أعطت صورة أفضل على مدى توافر الموقع الخاص بك، بينما يعتقد آخرون ان ثلاث محطات موزعة عالميا تكون كافية وأكثر من ذلك لا يعطي مزيدا من المعلومات.

## أنواع مراقبة الموقع
يوجد نوعان رئيسيان من مراقبة الموقع
- المراقبة الاصطناعية المعروفة أيضا باسم المراقبة النشطة، و
- المراقبة المجهولة المعروفة أيضا باسم المراقبة الحقيقية.

## خيارات الإخطار - التنبيهات
عندما تكون المعلومات التي تعطيها خدمات مراقبة الموقع ضرورية غالبا، وربما ذات أهمية حاسمة، يتم استخدام أساليب الإخطار المختلفة المعروفة عادة باسم «تنبيهات»: البريد الإلكتروني، والتراسل الفوري، والهواتف العادية والمحمولة، الرسائل القصيرة والفاكس وأجهزة الاستدعاء، سكايب، ومغذي آر إس إس الخ.